# Knightfall (Fernsehserie)
Knightfall ist eine US-amerikanische Fernsehserie von Don Handfield und Richard Rayner. Die Serie startete am 6. Dezember 2017 auf dem Pay-TV-Sender History. In Deutschland ist die Serie seit dem 5. April 2018 bei MagentaTV abrufbar. Die Serie wurde vom 25. März bis zum 15. Mai 2019 ausgestrahlt. Die 2. Staffel von Knightfall feierte am 4. Juli 2019 auf MagentaTV ihre Premiere.

## Inhalt
Knightfall erzählt ohne Anspruch von Historizität vom Fall, der Verfolgung und der Hinrichtung auf dem Scheiterhaufen der Tempelritter, wie er am 13. Oktober 1307 von König Philipp IV. von Frankreich inszeniert wurde. Die Serie konzentriert sich auf den fiktiven Templermeister des Pariser Tempels Landry du Lauzon, einen tapferen Krieger, der durch die Misserfolge der Templer im Heiligen Land entmutigt wird.

## Besetzung und Synchronisation
Die Film- & Fernseh-Synchron übernahm die deutsche Vertonung der Serie. Marianne Groß führte die Dialogregie. Das Dialogbuch der ersten Staffel wurde von Änne Troester geschrieben. Das Dialogbuch der zweiten Staffel teilte sich Troester mit Regisseurin Marianne Groß und deren Ehemann Lutz Riedel, der auch Jim Carter sprach.
| Rolle                        | Schauspieler          | Hauptrolle | Nebenrolle | Synchronsprecher   |
| ---------------------------- | --------------------- | ---------- | ---------- | ------------------ |
| Landry du Lauzon             | Tom Cullen            | 1.01–2.08  |            | Marcel Collé       |
| Papst Bonifatius VIII.       | Jim Carter            | 1.02–2.02  |            | Lutz Riedel        |
| Gawain                       | Pádraic Delaney       | 1.01–2.08  |            | Jaron Löwenberg    |
| Tancrède de Hauteville       | Simon Merrells        | 1.01–2.08  |            | Nicolas Böll       |
| William de Nogaret           | Julian Ovenden        | 1.01–2.08  |            | Timmo Niesner      |
| Johanna I. von Navarra       | Olivia Ross           | 1.01–1.10  |            | Eva Thärichen      |
| Philipp IV.                  | Ed Stoppard           | 1.01–2.08  |            | Julien Haggège     |
| Isabelle de France           | Sabrina Bartlett      | 1.01–1.09  |            | Anne Helm          |
| Isabelle de France           | Genevieve Gaunt       |            | 2.01–2.08  | Anne Helm          |
| Parsifal                     | Bobby Schofield       | 1.01–1.07  |            | Wanja Gerick       |
| Adelina                      | Sarah-Sofie Boussnina | 1.01–1.06  |            | Lisa May-Mitsching |
| Prinz Louis                  | Tom Forbes            | 2.01–2.08  |            | Jeremias Koschorz  |
| Talus                        | Mark Hamill           | 2.01–2.08  |            | Hans-Georg Panczak |
| Großmeister Jacques de Molay | Robert Pugh           |            | 1.09–1.10  | Uli Krohm          |
| Großmeister Jacques de Molay | Matthew Marsh         |            | 2.01–2.07  | Kaspar Eichel      |

## Episodenliste

### Staffel 1
| Nr. (ges.) | Nr. (St.) | Deutscher Titel                 | Originaltitel                                | Erstausstrahlung USA | Deutschsprachige Erstausstrahlung (D) |
| ---------- | --------- | ------------------------------- | -------------------------------------------- | -------------------- | ------------------------------------- |
| 1          | 1         | Der Auftrag                     | You’d Know What To Do                        | 6. Dez. 2017         | 5. Apr. 2018                          |
| 2          | 2         | Die Suche beginnt               | Find Us The Grail                            | 13. Dez. 2017        | 5. Apr. 2018                          |
| 3          | 3         | Der schwarze und der weiße Wolf | The Black Wolf And The White Wolf            | 20. Dez. 2017        | 5. Apr. 2018                          |
| 4          | 4         | Katalanische Hochzeit           | He Who Discovers His Own Self, Discovers God | 27. Dez. 2017        | 5. Apr. 2018                          |
| 5          | 5         | Spießrutenlauf                  | Hard Blows Will Banish The Sin               | 3. Jan. 2018         | 5. Apr. 2018                          |
| 6          | 6         | Ausgestoßen                     | The Pilgrimage Of Chains                     | 10. Jan. 2018        | 5. Apr. 2018                          |
| 7          | 7         | Ein sicheres Versteck           | And Certainly Not The Cripple                | 17. Jan. 2018        | 5. Apr. 2018                          |
| 8          | 8         | IV                              | IV                                           | 24. Jan. 2018        | 5. Apr. 2018                          |
| 9          | 9         | Fiat!                           | Fiat!                                        | 31. Jan. 2018        | 5. Apr. 2018                          |
| 10         | 10        | Der Himmel von Navarra          | Do You See The Blue?                         | 7. Feb. 2018         | 5. Apr. 2018                          |

### Staffel 2
| Nr. (ges.) | Nr. (St.) | Deutscher Titel           | Originaltitel                   | Erstausstrahlung USA | Deutschsprachige Erstausstrahlung (D/A/CH) |
| ---------- | --------- | ------------------------- | ------------------------------- | -------------------- | ------------------------------------------ |
| 11         | 1         | Gottes Scharfrichter      | God’s Executioners              | 25. März 2019        | 4. Juli 2019                               |
| 12         | 2         | Der Papst stirbt          | The Devil Inside                | 1. Apr. 2019         | 4. Juli 2019                               |
| 13         | 3         | Glauben                   | Faith                           | 8. Apr. 2019         | 4. Juli 2019                               |
| 14         | 4         | Vor Gott sind alle gleich | Equal Before God                | 15. Apr. 2019        | 4. Juli 2019                               |
| 15         | 5         | Der Weg nach Chartres     | Road To Chartres                | 22. Apr. 2019        | 4. Juli 2019                               |
| 16         | 6         | Blutiger Stein            | Blood Drenched Stone            | 29. Apr. 2019        | 4. Juli 2019                               |
| 17         | 7         | Scheiterhaufen            | Death Awaits                    | 6. Mai 2019          | 4. Juli 2019                               |
| 18         | 8         | Die Abrechnung            | As I Breathe, I Trust The Cross | 13. Mai 2019         | 4. Juli 2019                               |